# Castiarina octomaculata
Castiarina octomaculata es una especie de escarabajo del género Castiarina, familia Buprestidae. Fue descrita científicamente por Saunders en 1868.